# Friedrich Wilhelm Marschall
Friedrich Wilhelm Marschall, zeitgenössisch auch Marschalch oder Marschalk, (* 31. Januar 1622 in Herrengosserstedt; † 21. Juli 1693 ebenda) war Erbmarschall in Thüringen und Rittergutsbesitzer in Herrengosserstedt und Zöbigker.

## Herkunft
Er stammte aus dem thüringischen Adelsgeschlecht Marschall, das in Herrengosserstedt seinen Hauptsitz hatte. Sein Vater war Heinrich Marschall der Jüngere, der seit 1619 mit Dorothea geb. Bünau, Tochter des verstorbenen Rudolph von Bünau des Jüngeren aus Schkölen, verheiratet war. Sein Großvater väterlicherseits hieß Heinrich Marschall der Ältere und war mit einer Verwandten, Elisabeth geb. Marschall aus Herrengosserstedt, verheiratet. Friedrich Wilhelms jüngerer Bruder Caspar Heinrich Marschall verlor im ausländischen Militärdienst in Baden sein Leben. Hans Wilhelm Marschall war sein Onkel.

## Leben und Wirken
Friedrich Wilhelm Marschall wurde von privaten Informatoren unterrichtet und wäre auf eine Universität gegangen, doch durch die Wirren des Dreißigjährigen Krieges kam es nicht dazu. Seinem Vater fehlten die Mittel für die Finanzierung eines Studiums seines Sohnes. So schickte er Friedrich Wilhelm, als dieser 13 Jahre alt war, nach Weimar, wo er Page des Herzogs Albrecht von Sachsen wurde. Anschließend trat er in den Dienst des schwedischen Generalmajors Arvid Wittenberg, den er mehrere Jahre begleitete. Nachdem Kurfürst Johann Georg I. von Sachsen seinen Landeskindern untersagte, in ausländische Kriegsdienste zu treten, wandte sich Friedrich Wilhelm Marschall der kursächsischen Armee zu und fand dort einen Platz als reformierter Kornett im Gersdorffischen Regiment. Dort blieb er nicht lange, denn nachdem der sächsische Kurfürst seine Anweisung wieder gelockert hatte, ging Marschall zurück zur schwedischen Streitmacht und kämpfte erfolgreich unter dem Feldherrn Carl Gustav Wrangel. Zum Zeitpunkt des Westfälischen Friedens hatte Marschall den militärischen Rang eines Leutnants erreicht. Da sein Regiment aufgelöst wunde, schied er aus dem Militärdienst aus und ging nach Herrengosserstedt zurück. Dort baten ihn seine Eltern um Unterstützung beim Wiederaufbau ihres Rittergutes, dass durch den Krieg öde und wüste geworden. Friedrich Wilhelm Marschall ging deshalb nicht erneut zum Militär, sondern blieb fortan in Herrengosserstedt. Als Dank dafür überschrieb ihn sein Vater vorzeitig am 17. September 1653 das Rittergut Herrengosserstedt. Im darauffolgenden Jahr schloss er mit Maria Catharina geb. von Werthern, jüngster Tochter von Georg von Werthern, Besitzer der Grafschaft Beichlingen und der Herrschaft Frohndorf, Reichserbkammertürhüter, Oberhofrichter usw., den Bund der Ehe. Infolge dieser Heirat kam er in Besitz des Ritterguts Wasserthaleben. Mit ihr hatte er zwölf Kinder und zwar fünf Söhne und sieben Töchter. 1667 starb seine Frau bei der Geburt eines Sohnes. Drei Jahre lebte er als Witwer in Trauer, doch die hohe Zahl der Kinder zwangen ihn zu einer erneuten Heirat. Im August 1670 schloss er mit Anna Dorothea geb. von Heynitz aus dem Hause Löthain, Witwe von Adolph von Dießkau zu Zöbigker, Tochter von Dam Christoph von Heynitz auf Löthain, die Ehe. Mit ihr hatte er drei Söhne und zwei Töchter und lebte bis zu seinem Tod mit ihr zusammen. Von seiner zweiten Frau kaufte er 1687 das Rittergut Zöbigker, das diese mit in die Ehe gebracht hatte. Auf diesem Gut ließ er das Herrenhaus neu errichten. Auf Grund seiner stabilen finanziellen Situation war es ihm möglich geworden, mehrere bedürftige Witwen und Waisen kostenlose auf seinen beiden Gütern zu versorgen.
Zum Zeitpunkt seines Todes waren sieben seiner Kinder noch am Leben. Sein Leichnam wurde am Abend des 25. Juli 1693 in der Trinitatiskirche in Herrengosserstedt beigesetzt. Der Pfarrer Johann Caspar Beßer hielt ihm zu Ehren am 22. August 1693 eine Predigt, die in Weißenfels in Druck erschien.
Sein ältester Sohn war Georg Friedrich Marschall, der Regimentsquartiermeister beim Kurfürsten von Brandenburg wurde. In der brüderlichen Teilung 1694 erhielt er das stiefmütterliche Rittergut Zöbigker, der zweitälteste Sohn Adolph Wilhelm Marschall, der Kammerjunker in Weißenfels war, übernahm durch Losentscheid die Obergüter, Heinrich Christoph Marschall übernahm das Gut zum Heiligen Kreuz und der jüngste Sohn, Friedrich Wilhelm Marschall, bekam die Untergüter in Herrengosserstedt. Eine seiner Töchter war Catharina Sophia von Werthern, die 1682 bereits verwitwet war.
Aus der Feder von Friedrich Wilhelm Marschall stammt folgendes Gedicht:
Die Sparsamkeit ein großer Zoll / Wer sparet recht, der sammelt wohl:
Wer sich aber will nicht strecken nach der Größe seiner Decken /
Die Ausgaben stets vermehrt / Und nach Lust in Freiheit zehrt /
Dem verläuft gar bald sein Geld und in Spott und Armut fällt.